# Ртутькалий
Ртутькалий — бинарное неорганическое соединение, интерметаллид
калия и ртути
с формулой KHg,
золотистые кристаллы.

## Получение
- Сплавление стехиометрических количеств чистых веществ в инертной атмосфере:

{\displaystyle {\mathsf {K+Hg\ {\xrightarrow {180^{o}C}}\ KHg}}}

## Физические свойства
Ртутькалий образует золотистые кристаллы
триклинной сингонии,
пространственная группа P 1,
параметры ячейки a = 0,659 нм, b = 0,676 нм, c = 0,706 нм,
α = 106,08 °, β = 101,87°, γ = 92,78°, Z = 4
.
Соединение конгруэнтно плавится при температуре 180 °C .